# Dynamické programování
Dynamické programování je metoda pro efektivní řešení určitých optimalizačních úloh. Lze jej použít pro řešení úloh, které lze rozdělit na podúlohy, jejichž optimální řešení lze použít při řešení původní úlohy. Princip dynamického programování spočívá v rekurzivním dělení úlohy na menší části, které se řeší ve vhodném pořadí, jejich výsledky se zaznamenávají a jsou použity pro řešení složitějších podúloh včetně původní úlohy.
Dělíme je na:
- diskrétní vs. spojité
- deterministické vs. nedeterministické (stochastické)
- jednoparametrické vs. víceparametrické

## Formální popis
Máme dán systém s množinou přípustných stavů a možných rozhodnutí. V určitých okamžicích máme učinit rozhodnutí, která mění stav systému na nějaký jiný stav. Celá posloupnost stavů systému a rozhodnutí (tzv. strategie) je nějak oceněna a úkolem je nalézt co nejcennější posloupnost rozhodnutí.
Tento popis si jde dobře představit na příkladu násobení matic.

## Metody řešení
Algoritmus řešení je založen na Bellmanově principu optimality: „Podstrategie optimální strategie je opět optimální.“ Tento princip platí pouze pro některé úlohy a na ty lze použít dynamické programování.

## Příklad – Fibonacciho posloupnost
Jako příklad použití dynamického programování uvedeme algoritmus pro výpočet n-tého Fibonacciho čísla. Podle matematické definice Fibonacciho posloupnosti bychom mohli počítat následujícím způsobem:
```
function
 fib(n)
    
if
 n == 0 
return
 0
    
if
 n == 1 
return
 1
    
return
 fib(n − 1) + fib(n − 2)
```

Tento algoritmus zbytečně počítá většinu členů posloupnosti vícekrát. Algoritmus tedy můžeme zrychlit tím, že si budeme všechny již spočítané výsledky ukládat pro další použití. Lepší algoritmus lze tedy navrhnout následovně:
```
var
 m := 
map
(0 → 0, 1 → 1)

function
 fib(n)
    
if
 
map
 m 
ještě neobsahuje klíč
 n
        m[n] := fib(n − 1) + fib(n − 2)
    
return
 m[n]
```

V tomto algoritmu začneme od výsledného členu posloupnosti a podle potřeby dopočítáváme předchozí členy. Tento přístup k řešení se nazývá shora dolu. Nevýhodou tohoto přístupu je, že si musíme pamatovat předchozí prvky posloupnosti v poli m a navíc musíme v každém kroku testovat zdali m obsahuje n. Výhodnější většinou bývá přístup zvaný zdola nahoru. V tomto přístupu se nejdříve počítají mezivýsledky a poté konečný výsledek. Algoritmus pro výpočet n-tého Fibonacciho čísla navržený podle přístupu zdola nahoru bude vypadat následovně:
```
function
 fib(n)
       
var
 previousFib := 0, currentFib := 1
       
if
 n = 0
           
return
 0
       
else if
 n = 1
           
return
 1
       
repeat
 n − 1 
times

           
var
 newFib := previousFib + currentFib
           previousFib := currentFib
           currentFib  := newFib
       
return
 currentFib
```

Tento algoritmus postupně počítá Fibonacciho čísla od 0 do n. Vždy si pamatuje pouze dva předchozí členy posloupnosti. Časová složitost tohoto algoritmu je O(n). Paměťová složitost je O(1). Je třeba dodat, že tento algoritmus není nejrychlejší známý algoritmus pro výpočet n-tého Fibonacciho čísla. Rychlejší algoritmus je uveden zde.

## Některé algoritmy založené na myšlence dynamického programování
- Needlemanův–Wunschův algoritmus pro optimální přiřazení dvou sekvencí DNA
- Viterbiho algoritmus
- Algoritmus Cocke–Younger–Kasami a Earleyův analyzátor pro syntaktickou analýzu bezkontextových jazyků
- Floydův–Warshallův algoritmus pro počítání nejkratších cest v grafu